# Krontoko
Krontoko (latin: Tockus alboterminatus) er en næsehornsfugl, der lever i Afrika.